# Francia en los Juegos Olímpicos de Pyeongchang 2018
Francia estuvo representada en los Juegos Olímpicos de Pyeongchang 2018 por un total de 107 deportistas que compitieron en 11 deportes. Responsable del equipo olímpico fue el Comité Nacional Olímpico y Deportivo Francés, así como las federaciones deportivas nacionales de cada deporte con participación.
El portador de la bandera en la ceremonia de apertura fue el biatleta Martin Fourcade.

## Medallistas
El equipo olímpico francés obtuvo las siguientes medallas:
| Nombre                                                                   | Deporte            | Competición             |
| ------------------------------------------------------------------------ | ------------------ | ----------------------- |
| Oro                                                                      |                    |                         |
| Martin Fourcade                                                          | Biatlón            | Persecución M           |
| Martin Fourcade                                                          | Biatlón            | Salida en grupo M       |
| Marie Dorin-Habert Anaïs Bescond Simon Desthieux Martin Fourcade         | Biatlón            | Relevo mixto            |
| Perrine Laffont                                                          | Esquí acrobático   | Baches F                |
| Pierre Vaultier                                                          | Snowboard          | Campo a través M        |
| Plata                                                                    |                    |                         |
| Marie Martinod                                                           | Esquí acrobático   | Halfpipe F              |
| Alexis Pinturault                                                        | Esquí alpino       | Combinada M             |
| Gabriella Papadakis Guillaume Cizeron                                    | Patinaje artístico | Danza sobre hielo       |
| Julia Pereira de Sousa Mabileau                                          | Snowboard          | Campo a través F        |
| Bronce                                                                   |                    |                         |
| Anaïs Bescond                                                            | Biatlón            | Persecución 10 km F     |
| Anaïs Chevalier Marie Dorin-Habert Justine Braisaz Anaïs Bescond         | Biatlón            | Relevos 4 × 6 km F      |
| Victor Muffat-Jeandet                                                    | Esquí alpino       | Combinada M             |
| Alexis Pinturault                                                        | Esquí alpino       | Eslalon gigante M       |
| Maurice Manificat Richard Jouve                                          | Esquí de fondo     | Velocidad por equipos M |
| Jean-Marc Gaillard Maurice Manificat Clément Parisse Adrien Backscheider | Esquí de fondo     | Relevo M                |